# Mathias Denscherz
 Mathias Denscherz (* nach 1500 in Thundorf; † 1550 in Niederaltaich) war ein Benediktiner und von 1546 bis 1550 Abt der Abtei Niederaltaich.
„Mathias Denscherz stammte aus der unmittelbaren Nachbarschaft des Klosters Niederaltaich. Obwohl er schon nach vier Amtsjahren starb, scheint er in dieser stürmischen Zeit ein ruhender Pol gewesen zu sein. Acht Mönche legten unter ihm die feierliche Profess ab. In einer Zeit, in der ganze Klosterkonvente auseinanderliefen, ist das als besondere Leistung von Abt Matthias anzusehen. Auch in wirtschaftlichen Belangen erwies er sich als tüchtiger Hausvater der Klostergemeinschaft.“